# Oileán Ruaidh (roca de Marte)
Oileán Ruaidh es una roca descubierta en Marte en el Sol 2363 (16 de septiembre de 2010) por el rover Opportunity.
El equipo científico utilizó dos herramientas en el brazo de Opportunity, el generador de imágenes microscópico y el espectrómetro de rayos X de partículas alfa (APXS), para 

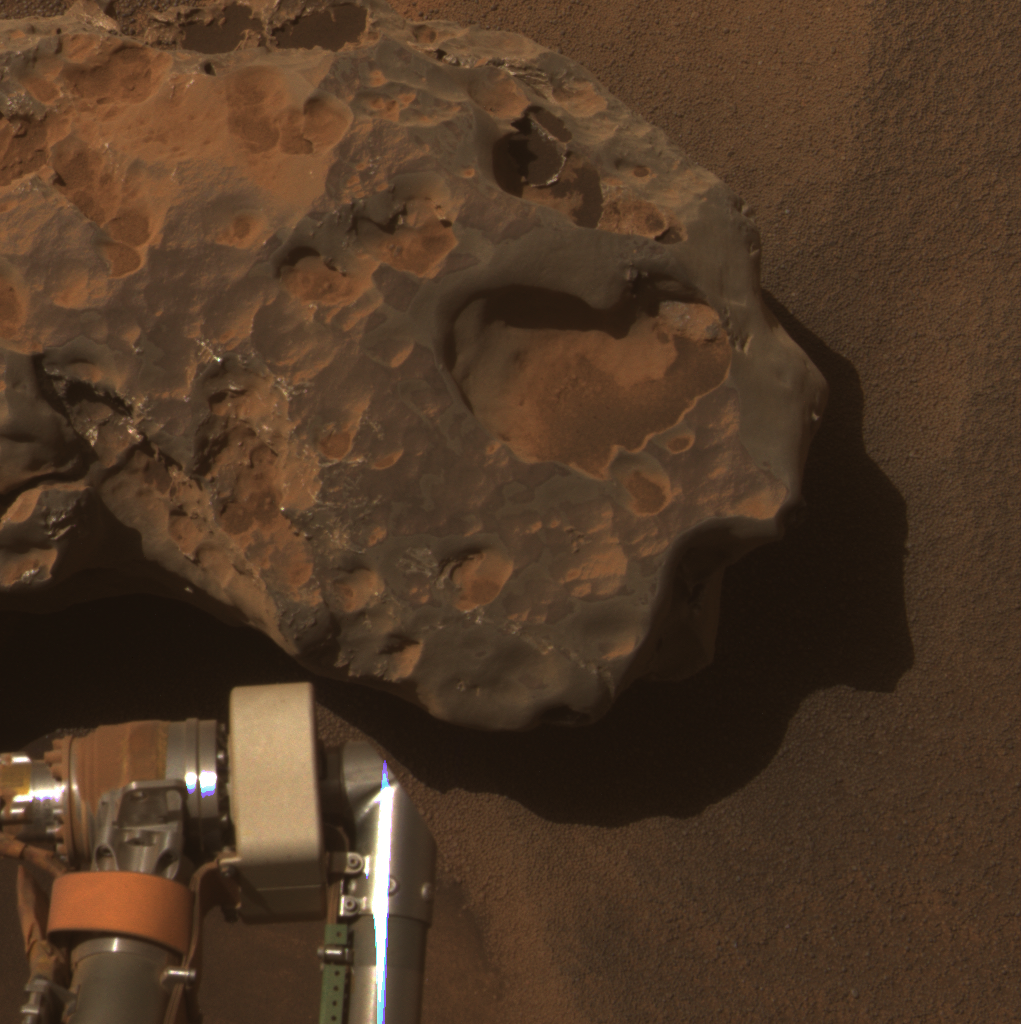
El Opportunity cerca de la roca.

inspeccionar la composición de la roca. La información del espectrómetro confirmó que la roca es un meteorito de níquel-hierro. El equipo llamó informalmente a la roca "Oileán Ruaidh" (pronunciado ay-lan ruah), que es el nombre gaélico de una isla frente a la costa del noroeste de Irlanda.